# Lituya-öböl
A Lituya-öböl (a tlingit Ltu.aa szóból, jelentése 'nincs benne tó') egy fjord Alaszkában. Hossza 14,5 kilométer, legnagyobb szélessége 3,2 kilométer. A Gleccser-öböl Nemzeti Park és Rezervátum része.
1786-ban Jean-François de La Pérouse fedezte fel, aki a Port des Français nevet adta neki. Már La Pérouse szembesült vele, hogy az igen szűk bejáratú öböl különösen veszélyes hely lehet a hajósok számára: az erős dagályáramlatok huszonegy tengerésze halálát okozták. 
Az öböl arról ismert, hogy fizikai sajátosságai miatt nagyon magas benne a dagály és a befelé, illetve a kifelé haladó dagály is igen veszélyes áramlatokat hoz létre.
Az öbölbe ömlik a nagy Lituya-gleccser és két kisebb gleccser, a Cascade és a Crillon.

## A megacunami
Szintén az öböl topográfiai sajátosságai magyarázzák, hogy itt söpört végig a történelem legnagyobb szökőárja. 1958. július 9-én egy földrengés földcsuszamlást okozott az öböl végében lévő Crillon-átjáróban, amely 524 méter magas megacunamit indított el. (Egy ekkora hullám teljesen beborítaná az Empire State Buildinget.)
A szökőár letarolta a környéket. Az öböl bejáratánál lévő három csónak közül egy elsüllyedt, a fedélzetén lévő két ember meghalt. A túlélők közül William A. Swanson és Howard G. Ulrich beszámolt a történtekről. Ez volt az első eset, hogy szemtanúk beszámolójából megismerhettünk egy megacunamit.
A nyílt tengert elérve a szökőár gyorsan szétoszlott.